# Вокруг света (телепрограмма)
«Вокруг света» — документальная еженедельная телепрограмма, выходившая в эфир по воскресеньям на телеканале «Россия» (ранее «РТР») с 26 февраля 2000 по 28 декабря 2008 года. Изначально (С 26 января по 31 декабря 2000 года) программа не имела никакого отношения к журналу «Вокруг света» и называлась «Планета Земля». В дальнейшем передача выходила в повторах на телеканалах «НТВ Мир», «TV7», «Пятый канал» (в рамках блока «Моя планета»), «СТБ», «Моя планета».

## Формат программы

### 26 февраля 2000 — 24 августа 2003
В изначальном формате каждый выпуск состоял из 4-5 сюжетов по 8-10 минут, посвящённый какому-либо городу или стране, описываемых с разных сторон, в разных случаях приводят ряд интересных фактов, легендов и мифов (Образец: сюжет про израильский город Мегиддо, где во время всего сюжета рассказывали про Армагеддон; в сюжетах про Румынию рассказывали в основном про диктатора Николая Чаушеску (сюжет про Бухарест от 26 февраля 2000) и про графа Влада Дракулу (несколько сюжетов за 2000 год). Каждый сюжет предваряется небольшим повествованием.
С 26 февраля 2000 и до 2005 года каждый выпуск программы заканчивался анонсом следующего выпуска, анонсом номера журнала «Вояж» (с 26 февраля по 31 декабря 2000 года), а после ребрендинга номера журнала «Вокруг света» (С 7 января 2001 года по 2005 год), затем программа заканчивалась титрами с указанием съёмочной группы и благодарности каким-либо лицам за содействие в организации съёмок.

### 31 августа 2003 — 28 декабря 2008
С 31 августа 2003 по июнь 2005 год формат программы изменился. Теперь в кадре появились ведущие, выступающие в роли гидов и туристов одновременно, при этом рассказывая про определённый город с туристической (крупные и большие города мира) и с не туристической стороны (например: сюжет Андрея Понкратова про Пражское гетто, где упоминалась легенда о глиняном человеке - Големе). Программа состояла из трёх сюжетов, каждый из которых длился 11-17 минут. 
В августе 2005 года формат и хронометраж программы были изменены. Теперь программа длится 25 минут и состоит из одного сюжета, который готовил один из двух ведущих. На протяжении одного выпуска данного формата по одной стране в общей сложности строятся 3-4 маршрута. Предваряющее сюжет повествование исчезло. В таком формате передача просуществовала до августа 2006 года.
С августа по ноябрь 2006 года программа снова расширила хронометраж - на сей раз до 45 минут, и стала придерживаться формата похожей телепрограммы «В поисках приключений» в связи с закрытием последней. 
С ноября 2006 по апрель 2008 года содержание программы состояло из трёх сюжетов по 15 минут, причём до конца 2007 года основную часть сюжета, который вначале представлял Михаил Кожухов (например: сюжет про серебряные рудники в Боливии (2007 год)), позже - Сангаджи Тарбаев, состоял из 3-х частей, а остальные ведущие готовили свои сюжеты (например: сюжет Андрея Понкратова про гольф в Шотландии, и сюжет Ирины Пудовой про лаосскую деревню (выпуск за 2007 год)). 
В конце 2007 года формат снова претерпел изменения и стал придерживаться одному из прошлых форматов (2003-2005). 
С июня по август 2005 года и с апреля по декабрь 2008 года после ухода одного из трёх ведущих (в 2005 году - Антон Зайцев и в 2008 году - Сангаджи Тарбаев) программа состояла из двух сюжетов по 19-21 минуту, которые готовили Андрей Понкратов и Дарья Субботина (с февраля 2006 и до 28 декабря 2008 года - Ирина Пудова) соответственно. Анонс следующего выпуска программы и анонс номера журнала «Вокруг света» в конце весны 2005 были убраны. С августа 2005 года и до конца существования программы титры с благодарностями за содействие в организации съёмок и с указанием съёмочной группы шли в виде бегущей строки на фоне окончания сюжета.

## Ведущие
С 26 февраля 2000 по 24 августа 2003 год ведущего в кадре не было (в титрах было указано имя корреспондента Андрея Понкратова и Наталии Цветовой (в 2000 году)). Текст за кадром читал Борис Репетур. В 2000-2004гг. некоторые сюжеты также читал Артур Битов, позже - Сергей Кутасов. С 31 августа 2003 по июнь 2005 года появились в кадре первые ведущие, а Борис Репетур стал читать повествование о предстоящем сюжете:
- Андрей Понкратов (26 февраля 2000 — 28 декабря 2008)
- Наталия Цветова (2000 год, указан в титрах)
- Дарья Субботина (31 августа 2003 — февраль 2006)
- Кирилл Звягин (31 августа 2003 — декабрь 2004)
- Алексей Михалёв (корреспондент телеканала «Россия» в Лондоне в 2001-2007 годах) (один сюжет за 2003 год)
- Антон Зайцев (декабрь 2004 — июнь 2005)
- Ирина Пудова (февраль 2006 — 28 декабря 2008)
- Михаил Кожухов (октябрь 2006 — октябрь 2007)
- Сангаджи Тарбаев (октябрь 2007 — апрель 2008)

Умершие
- Леонид Чебанюк (позже - один из корреспондентов программы «Их нравы») (2003 год, указан в титрах) (умер в 2018 году)

Единственным самым бессменным ведущим был Андрей Понкратов.

## Факты
- Со 2 октября 2006 по 6 апреля 2013 года на телеканалах «НТВ Мир» и «TV7» транслировались перемонтированные выпуски с 2000 по 2004 годы, причём в одном выпуске один сюжет длился от 8 до 19 минут.
- С 26 февраля 2000 и до 2004 года музыкальной темой передачи являлась аранжировка увертюры Исаака Дунаевского из фильма 1936 года Дети капитана Гранта.